# Droit grec ancien

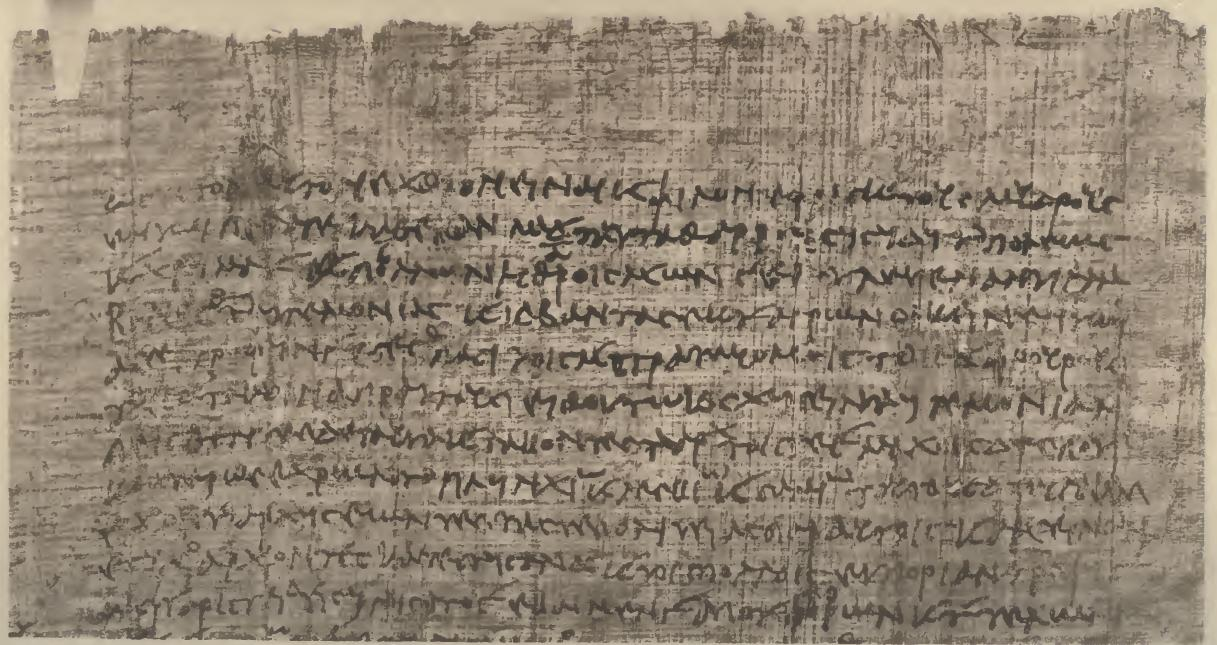
Fac-similé du manuscrit (papyrus) "Constitution athénienne" d'Aristote (papyrus de Londres numéro 131, aujourd'hui conservé au British Museum).

Le droit grec ancien est l'étude comparative du droit et des institutions dans la Grèce antique.
Le droit grec a été partiellement comparé avec droit romain, et avec les institutions primitives des peuples germaniques. Il peut être étudié aux premiers stades de son développement dans le Code de Gortyne. Sa trace peut être retrouvée dans des documents légaux des papyrus égyptiens. Il peut être reconnu comme un apport important au droit romain dans les provinces orientales de l'Empire romain. Des fouilles ont ainsi mis au jour à Teos, l'une des douze cités ioniennes située près de l'actuelle Izmir, une inscription juridique vieille de 2 200 ans, faisant état d'un contrat de location de terres, dont un site sacré .
L'existence de certains principes généraux du droit se retrouve dans la coutume de régler les différends entre États grecs, ou entre membres d'un même État, en se fondant sur un arbitrage extérieur. Une unité générale du droit grec est plus ou moins visible dans les domaines de l'héritage et de l'adoption, dans le droit commercial et celui des contrats, et dans la publicité à donner aux accords légaux. Mais le droit grec ancien reste hétérogène en ce qu'il est lié aux droits spécifiques des différentes cités-États grecques, indépendantes les unes des autres. Les villes avec des organisations politiques similaires avaient ainsi des droits plus proches que de celles ayant des  régimes différents. La notion de droit grec ancien fait ainsi référence à une notion de familles de cultures légales, chacune représentant des droits différents.
La terminologie faisant référence au droit changea dans le temps, indiquant une transition entre les croyances en un droit d'inspiration divine aux conceptions d'un droit construit par les hommes. Dans les  textes anciens, le terme désignant les sources contenant les règles de comportement de l'homme, Themis, avait une connotation religieuse. Il fut peu à peu remplacé par le mot dikè, un dérivé du verbe « deiknymi », qui signifiait « montrer » ou « démontrer ». Le mot nomos fut utilisé plus tard, durant la période sophiste. Il provient du verbe « nemô » qui signifiait « distribuer ». « Nomos » représentait la croyance selon laquelle les règles de distribution des biens et des droits entre les personnes était l’œuvre des hommes et non des dieux.

## Sources